# Dave McAuley
Dave McAuley (* 15. Juni 1961 in Larne, Nordirland) ist ein ehemaliger britischer Boxer im Fliegengewicht.

## Profikarriere
Im Jahre 1983 begann er seine Profikarriere. Am 7. Juni 1989 boxte er gegen Duke McKenzie um die IBF-Weltmeisterschaft und gewann durch einstimmige Punktrichterentscheidung. Diesen Titel verteidigte er fünf Mal und verlor ihn am 11. Juni 1992 an Rodolfo Blanco einstimmig nach Punkten. Nach dieser Niederlage beendete McAuley seine Karriere.
Insgesamt bestritt er 23 Kämpfe. Von diesen konnte er 18 gewinnen, acht durch K.o., und verlor drei.